# Бехтень
Бехтень — деревня в Барабинском районе Новосибирской области. Входит в состав Новониколаевского сельсовета.

## География
Площадь деревни — 136 гектар

## Население
| 2002 | 2007 | 2010 |
| ---- | ---- | ---- |
| 17   | ↘1   | ↗5   |

## Инфраструктура
В деревне по данным на 2007 год отсутствовала социальная инфраструктура.